# Delanne 30 P2
Dimensions
Le Delanne 30 P2 était un planeur de performances conçu en France peu avant la Seconde Guerre mondiale par l’ingénieur Raymond Jarlaud.